# Santa Maria de Galegos
Santa Maria de Galegos ist eine Gemeinde (Freguesia) im nordportugiesischen Kreis Barcelos. In ihr lebten am 19. April 2021 2848 Einwohner.

## Weblinks

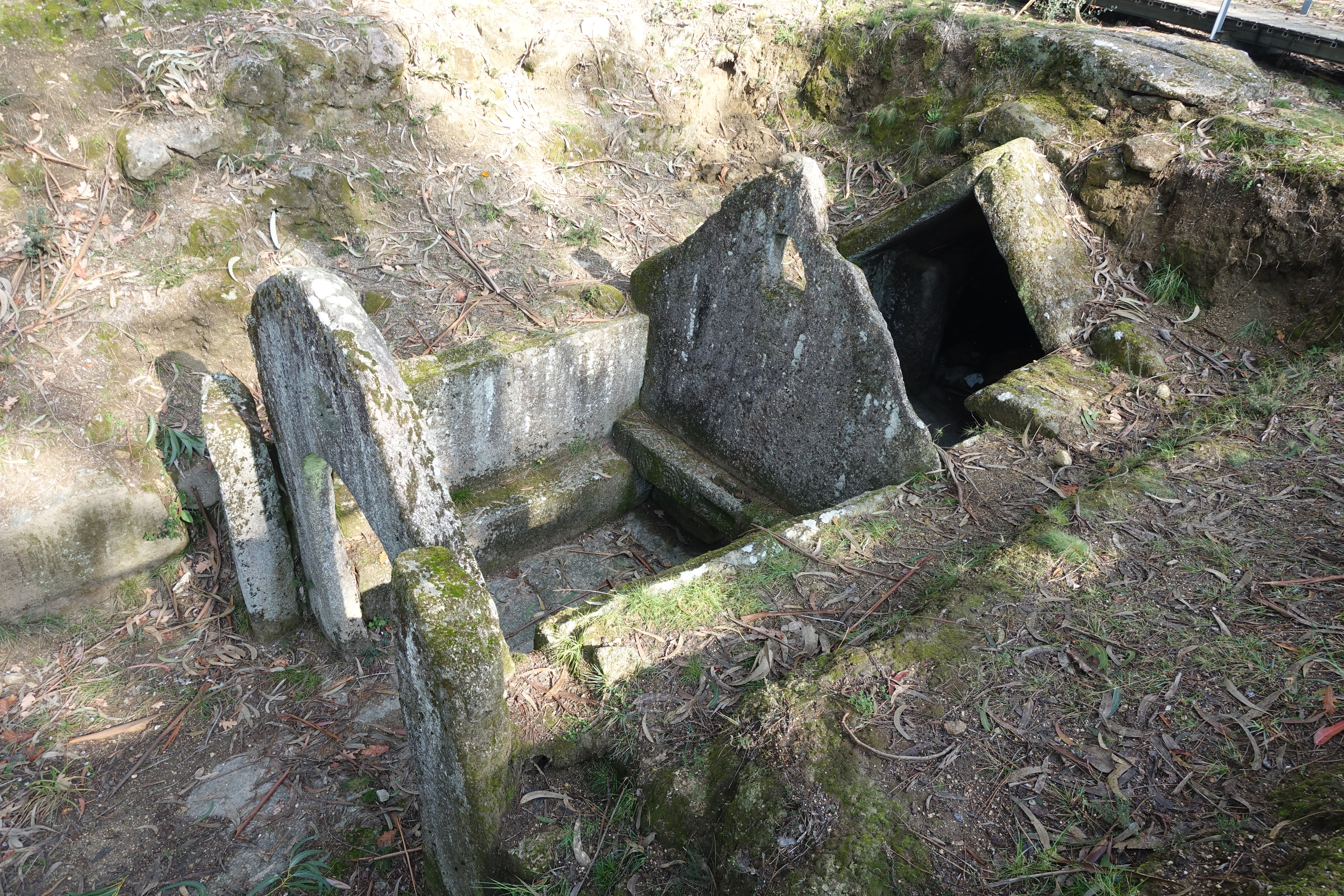
Pedra Formosa von Galegos